# Kannot
Kannot (Hebreeuws: כנות) is een dorp van de regionale raad van Be'er Tuvia. Het dorp ligt in het noordwestelijke deel van de Negev.

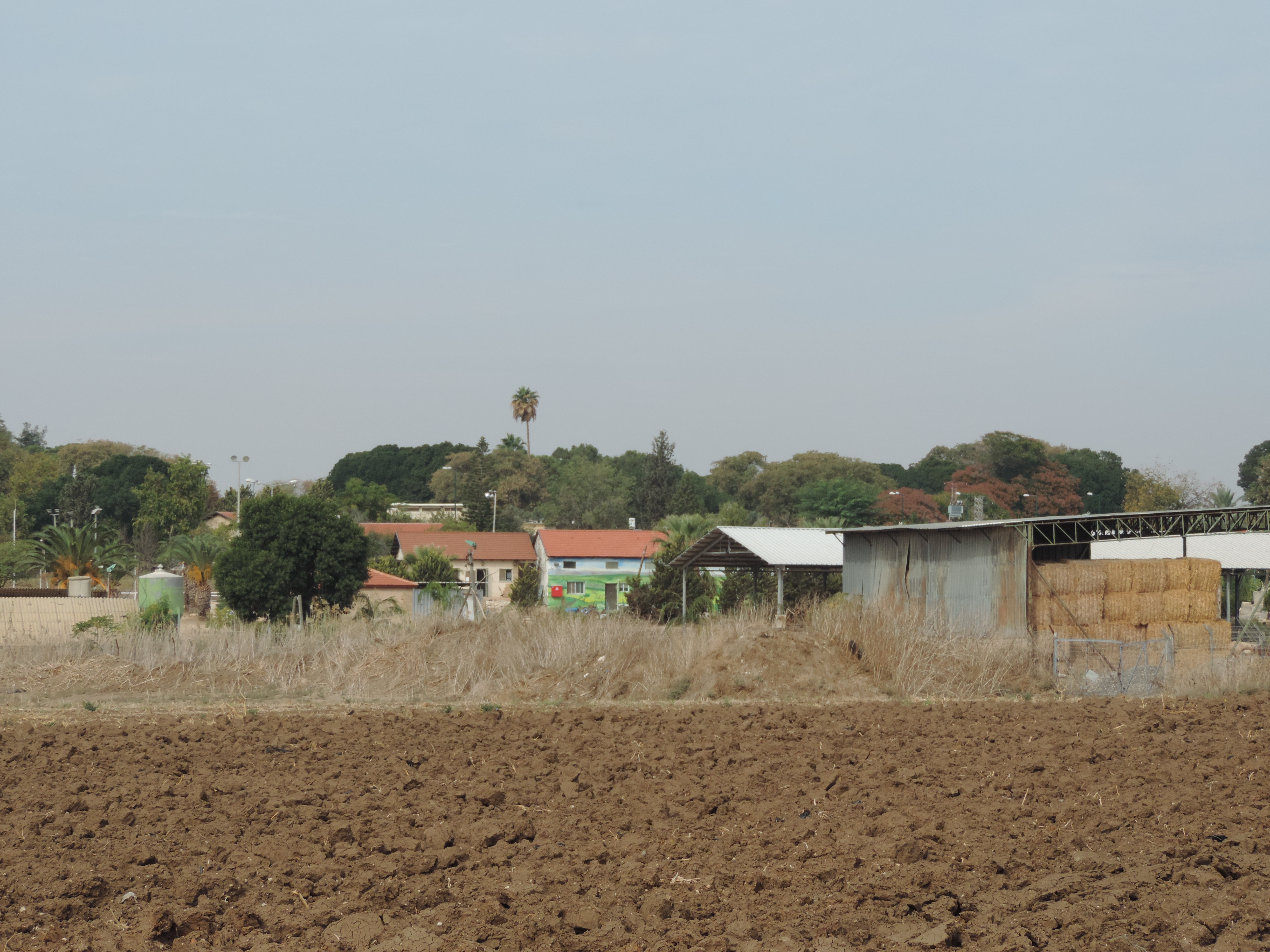
Kannot